# Episodi di Chiamatemi Giò (seconda stagione)
La seconda stagione della sitcom italiana Chiamatemi Giò andrà in onda dal 9 novembre 2009 su Disney Channel dal lunedì al venerdì alle ore 20:10, con un episodio al giorno.
| nº | Titolo                         | Prima TV Italia  |
| -- | ------------------------------ | ---------------- |
| 1  | Casa dolce casa                | 9 novembre 2009  |
| 2  | L'apparenza inganna            | 10 novembre 2009 |
| 3  | Gli amici sono come i papaveri | 11 novembre 2009 |
| 4  | Niente è impossibile           | 12 novembre 2009 |
| 5  | L'appuntamento                 | 13 novembre 2009 |
| 6  | Punti di vista                 | 16 novembre 2009 |
| 7  | Nuovo mondo                    | 17 novembre 2009 |
| 8  | Everybody needs somebody       | 18 novembre 2009 |
| 9  | Chi l'avrebbe mai detto        | 19 novembre 2009 |
| 10 | Il prezzo delle scelte         | 20 novembre 2009 |
| 11 | Il lato b                      | 23 novembre 2009 |
| 12 | Take is easy                   | 24 novembre 2009 |
| 13 | Interferenze                   | 25 novembre 2009 |
| 14 | Contatti                       | 26 novembre 2009 |
| 15 | In scena - Prima Parte         | 27 novembre 2009 |
| 16 | In scena - Seconda Parte       | 30 novembre 2009 |
| 17 | S.O.S                          | 1º dicembre 2009 |
| 18 | Rivelazioni                    | 2 dicembre 2009  |
| 19 | La soluzione dell'enigma       | 3 dicembre 2009  |
| 20 | La partenza                    | 4 dicembre 2009  |

## Casa dolce casa
- Diretto da: Daniela Borsese
- Scritto da: Maria Grazia Cassalia, Sara Fusani

### Trama
Tutto è pronto per tornare a Campo Grugnuccio ma Giò è pentita della lettera che aveva scritto al padre per chiederglielo. All'ultimo minuto riesce a dirgli la verità e Galileo, che ha accettato un lavoro a Campo Pratello, parte lasciando Giò da Iris.

## L'apparenza inganna
- Diretto da: Daniela Borsese
- Scritto da: Fabio Paladini

### Trama
Giò scopre che Filippo deve fare un torneo di nuoto, ma ha paura dell'acqua e lei gli offre il suo aiuto. Intanto arriva il nipote di Iris: Mario.

## Gli amici sono come i papaveri
- Diretto da: Daniela Borsese
- Scritto da: Alessandra Torre

### Trama
Giò e Mario non sembrano andare molto d'accordo e lei si sente a disagio soprattutto quando capisce di non avere una migliore amica. Intanto, mentre la ragazza dà una mano a Filippo con l'acqua, Furio cerca di conoscere meglio Ale.

## Niente è impossibile
- Diretto da: Daniela Borsese
- Scritto da: Pietro Parolin

### Trama
Giò riesce a far vincere la paura dell'acqua a Filippo, poi ha una discussione con Mario. Mentre viene scelta la meta della gita di classe, Filippo invita Giò ad uscire.

## L'appuntamento
- Diretto da: Daniela Borsese
- Scritto da: Maria Grazia Cassalia, Sara Fusani

### Trama
Giò è spaventata per l'appuntamento con Filippo e chiede aiuto alla ragazza di Campo Pratello, che la porta a fare shopping e rinnova completamente il suo look. Filippo vince la gara di nuoto e i due, dopo una passeggiata nel parco, si baciano. Nel frattempo, Titti convince Ale a uscire con lei.

## Punti di vista
- Diretto da: Daniela Borsese
- Scritto da: Maria Grazia Cassalia, Sara Fusani

### Trama
A scuola sono tutti sorpresi da cambiamento di look di Giò e dal suo fidanzamento con Filippo. Le amiche di Arianna l'abbandonano per stare con Giò, che discute ancora con Mario. Non ci sono soldi per organizzare la gita, per cui viene deciso di organizzare una sfilata di moda. Intanto Ale accetta di uscire ancora con Titti perché è dispiaciuto dal fidanzamento di Giò con Filippo.

## Nuovo mondo
- Diretto da: Daniela Borsese
- Scritto da: Fabio Paladini

### Trama
Mario svela al padre di Giò che lei è fidanzata. Intanto, Arianna viene abbandonata dalle amiche e Silvana insulta Giò e Filippo. Il prof. Grossi trova un altro metodo per guadagnare soldi per la gita.

## Everybody needs somebody
- Diretto da: Daniela Borsese
- Scritto da: Alessandra Torre

### Trama
Tutti si impegnano per la sfilata. Per invogliare Ale a partecipare, il professor Grossi invita a scuola Alessandra Sensini, campionessa di windsurf. Intanto Arianna cerca di fare amicizia con Silvana ma viene solo sfruttata.

## Chi l'avrebbe mai detto
- Diretto da: Daniela Borsese
- Scritto da: Pietro Parolin

### Trama
Ale prende sette in scienze e la prof. Lombardi decide di non dividere più suoi voti con quelli di Giò, intanto Arianna si ribella a Silvana. Alla fine delle lezioni Giò chiama Filippo che sta uscendo dall'aula e, nella foga di rispondere, fa cadere un barattolo di vernice sui vestiti pronti per la sfilata. Filippo scappa sotto gli occhi di Giò che non si fa vedere.

## Il prezzo delle scelte
- Diretto da: Daniela Borsese
- Scritto da: Maria Grazia Cassalia, Sara Fusani

### Trama
Giò è a disagio con Filippo e cerca di indurlo invano a confessare ciò che ha fatto almeno a lei. Quando tutti si accorgono del danno, la colpa viene data a Silvana che rischia una grossa punizione. Giò è combattuta tra dire la verità e non farlo e alla fine parla. Filippo la lascia e intanto viene rimproverato dalla Lombardi.

## Il lato b
- Diretto da: Daniela Borsese
- Scritto da: Maria Grazia Cassalia, Sara Fusani

### Trama
Tutti isolano Giò perché la ritengono una spia. Intanto Filippo sconta la sua punizione (aiutare Nico a pulire) e cerca di riparare il danno che ha fatto.

## Take it easy
- Diretto da: Daniela Borsese
- Scritto da: Fabio Paladini

### Trama
Giò non riesce più a reggere la situazione ma viene confortata da Mario che le dice di prenderla alla leggera. Furio e Ale diventano amici. Ale e Titti cercano di lasciarsi a vicenda, ma non sanno come fare, però alla fine ci riescono. Intanto Filippo segue gli insegnamenti di Nico per pulire.

## Interferenze
- Diretto da: Daniela Borsese
- Scritto da: Alessandra Torre

### Trama
Furio e Silvana fanno da spie nei gruppi opposti. Intanto, Galileo, credendo che Ale sia il ragazzo di Giò lo invita a cena e la ragazza viene salvata da Mario, che poi le consiglia di creare un blog.

## Contatti
- Diretto da: Daniela Borsese
- Scritto da: Pietro Parolin

### Trama
Giò crea il suo blog, ma nessuno le risponde. Intanto Nico fa ricomparire il suo finto gemello.

## In scena - Prima Parte
- Diretto da: Daniela Borsese
- Scritto da: Maria Grazia Cassalia, Sara Fusani

### Trama
Furio vende tutti i biglietti della sfilata. All'evento partecipa uno stilista famoso e prima della sfilata c'è un'esibizione di Jacopo Sarno.

## In scena - Seconda Parte
- Diretto da: Daniela Borsese
- Scritto da: Maria Grazia Cassalia, Sara Fusani

### Trama
La sfilata è appena iniziata, ma si verifica un black-out. Giò, allora, sale sul palco e intrattiene il pubblico con una bellissima storia e qualcuno le punta addosso un riflettore. Poi la luce ritorna e la sfilata ha un grande successo. Il giorno dopo, tutti dicono a Giò che è un'esibizionista e lei ne è dispiaciuta. Tornata a casa, scopre che qualcuno le ha lasciato un messaggio di ammirazione sul suo blog.

## S.O.S
- Diretto da: Daniela Borsese
- Scritto da: Fabio Paladini

### Trama
Giò chiede a Mario di indagare sull'identità del suo ammiratore segreto in cambio dell'aiuto per una relazione sull'integrazione. Mentre Mario indaga, Giò pensa che sia Filippo il suo ammiratore segreto.

## Rivelazioni
- Diretto da: Daniela Borsese
- Scritto da: Alessandra Torre

### Trama
Silvana manda un messaggio a Filippo per incontrarsi. Giò dimentica il contenitore dei biscotti in cortile e incontra Filippo che crede che sia stata lei a mandargli il messaggio e le chiede di ricominciare. Lei è convinta che sia lui l'ammiratore segreto del blog, ma Mario le dice che non è così.

## La soluzione dell'enigma
- Diretto da: Daniela Borsese
- Scritto da: Pietro Parolin

### Trama
La band partecipa al concorso "Onda anomala" e vince. Intanto Galileo capisce di amare Iris e fa di tutto per riuscire a montarle un mobile. Mario intanto scopre chi è l'ammiratore segreto di Giò: Ale.

## La partenza
- Diretto da: Daniela Borsese
- Scritto da: Maria Grazia Cassalia, Sara Fusani

### Trama
Giò decide di parlare con Ale e scopre che è stato lui a mandare la sua foto al concorso che ha vinto (lei credeva che fosse stato Filippo) e a puntarle il riflettore quando ha fatto il discorso per salvare la sfilata; il tutto perché è innamorato di lei. Intanto Filippo chiede a Giò di tornare insieme. Giò deve fare la sua scelta e, quando ha deciso, si appresta a salire sull'autobus, ma non può perché si accorge di avere la varicella. La ragazza resta sola davanti a scuola, quando l'autobus si ferma e qualcuno scende: Ale. L'episodio si chiude con i due che si avvicinano sorridendosi. 
Durante i titoli di coda, viene trasmesso il discorso di Giò della sfilata con una carrellata di immagini che ripercorrono la serie.